# San Michele Tiorre
San Michele Tiorre è una frazione del comune di Felino, in provincia di Parma.
La località dista 2,25 km dal capoluogo.

## Geografia fisica
La frazione sorge ai piedi dei primi rilievi appenninici, sulla riva sinistra del torrente Cinghio.

## Origini del nome
La località deve il suo nome al castello di Tiorre, da cui in epoca medievale dipendeva, e alla chiesa di San Michele, che sorge al centro del paese.

## Storia
La fortificazione difensiva del territorio fu edificata nella vicina località di Tiorre probabilmente nella prima metà dell'XI secolo, per volere della famiglia di Attone de Comitatu Parmensi.
Nel 1091 il maniero risultava appartenere a una certa Aslasia, figlia di Alberto, esattore delle gabelle di Parma.
Risalgono al 1105 le prime notizie dell'esistenza dell'originaria cappella di San Michele Tiorre, donata dal papa Pasquale II ai monaci benedettini, che ne mantennero il controllo per circa 7 secoli.
In seguito il feudo passò sotto il diretto controllo del Comune di Parma.
Agli inizi del XIV secolo gli Sforza occuparono il castello; nel 1316 Gabrietto Sforza vi accolse Giberto III da Correggio in seguito alla sua cacciata da Parma, ma l'anno seguente le truppe parmigiane assediarono l'edificio e costrinsero il proprietario alla resa; il feudo tornò sotto il controllo del Comune di Parma.
Agli inizi del XV secolo i Rossi, in guerra coi Terzi, occuparono il feudo e vi edificarono una bastia, che fu conquistata nel 1405 da Giacomo Terzi. Nel 1409, in seguito all'uccisione di Ottobuono de' Terzi, la moglie e il fratello Giacomo si rifugiarono nel castello di Guardasone e inviarono a Tiorre un manipolo di guastatori col compito di distruggere la bastia per non farla cadere nelle mani dei Rossi; tuttavia, questi ultimi il giorno seguente, approfittando delle parziali distruzioni, la occuparono e la fortificarono.
Nel 1415 l'imperatore del Sacro Romano Impero Sigismondo di Lussemburgo investì ufficialmente del feudo Pier Maria I de' Rossi, che ne ricevette conferma anche nel 1425 da parte del duca di Milano Filippo Maria Visconti. Nel 1465 Pier Maria II de' Rossi destinò nel testamento Tiorre al figlio illegittimo Ottaviano, che tuttavia premorì al padre; nel 1470 il duca Galeazzo Maria Sforza confermò al Conte l'investitura feudale su Tiorre.
Tuttavia, pochi anni dopo, durante la guerra dei Rossi, il maniero in rovina fu espugnato dalle truppe milanesi e nel 1482 Ludovico il Moro lo restituì al Comune di Parma.
Nei decenni successivi il castello fu completamente abbandonato e San Michele Tiorre divenne sede di giurisdizione feudale, comprendente oltre a Tiorre anche i borghi di Barbiano, Paderno e San Michele Gatti. Verso la fine del XVI secolo i duchi Farnese assegnarono il feudo al conte Cosimo Masi, al quale nel 1600 succedette il figlio Giovan Battista; tuttavia nel 1604 quest'ultimo, a causa degli ingenti debiti paterni, fu costretto a vendere i diritti a Gian Antonio e Lelio Sozzi.
In seguito all'abolizione napoleonica dei diritti feudali del 1805, l'anno seguente San Michele Tiorre fu aggregata al comune di Felino, mentre Tiorre passò a quello di Langhirano.

## Monumenti e luoghi d'interesse

### Chiesa di San Michele

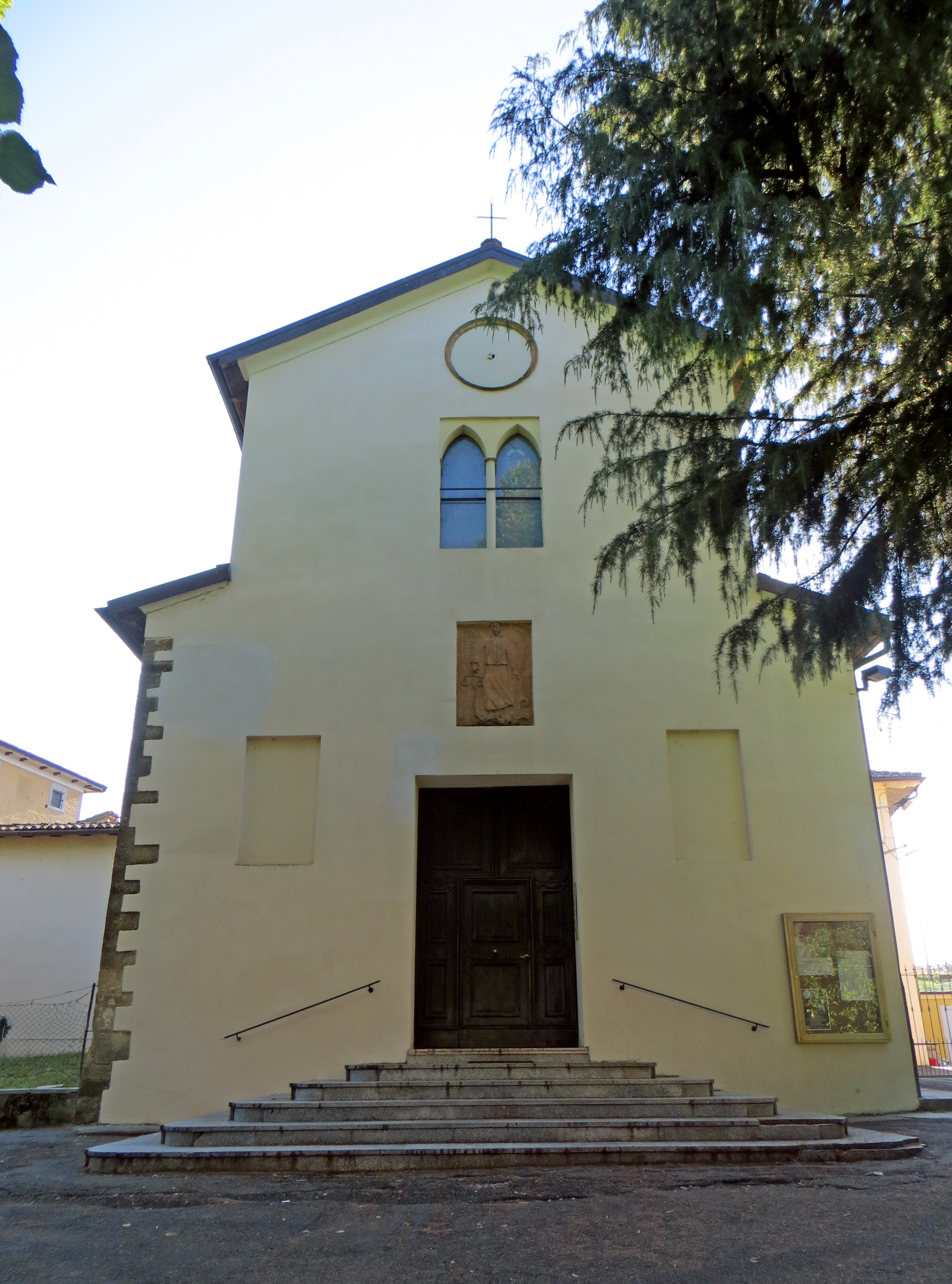
Facciata della chiesa di San Michele

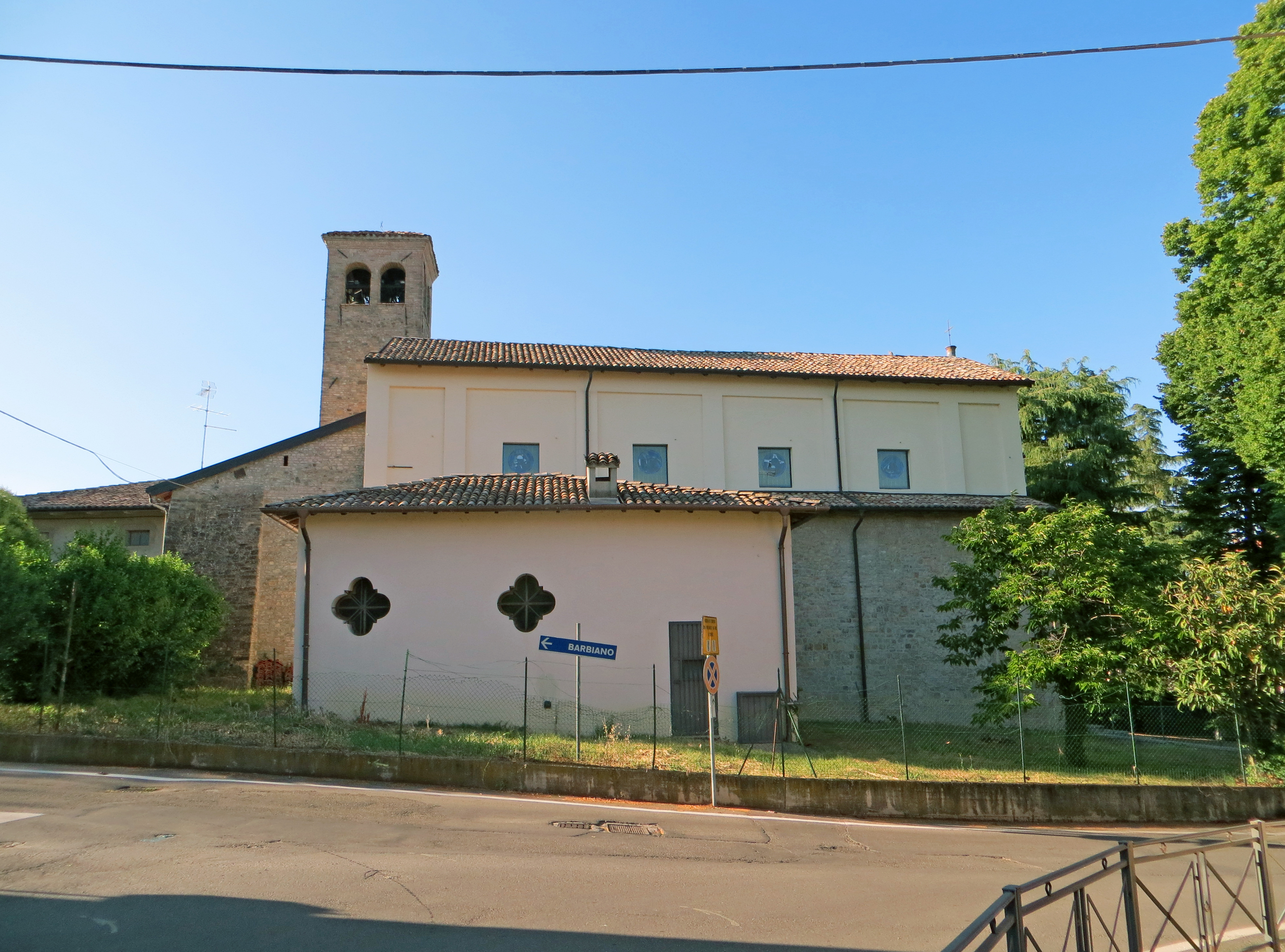
Lato sud della chiesa di San Michele

Costruita originariamente entro l'XI secolo, la chiesa fu donata nel 1105 dal papa Pasquale II ai monaci dell'abbazia di San Benedetto in Polirone, che edificarono accanto al luogo di culto un chiostro; quasi completamente ricostruita in stile barocco tra il 1699 e il 1700, fu gestita dai benedettini fino alla soppressione degli ordini religiosi sancita da Napoleone agli inizi del XIX secolo; profondamente danneggiata dal terremoto del 15 luglio del 1971, fu in seguito ristrutturata e modificata sia negli esterni che negli interni; rovinata dal sisma del 23 dicembre del 2008, fu nuovamente restaurata nel 2014; il luogo di culto conserva al suo interno alcune opere di pregio, tra cui un dipinto raffigurante la Vergine col Bambino e i santi Michele e Antonio, realizzato nel XVI secolo da Girolamo Mazzola Bedoli.

### Oratorio di Santa Maria Ausiliatrice
Edificato in stile barocco, l'oratorio fu dedicato originariamente a santa Caterina da Siena e a san Francesco di Paola; reintitolato successivamente a santa Maria Ausiliatrice, il luogo di culto, di proprietà comunale, è oggi annesso alla scuola materna.

### Castello di Tiorre
Edificato a Tiorre entro la prima metà dell'XI secolo forse dalla famiglia di Attone de Comitatu Parmensi, nel XII o XIII secolo passò sotto il controllo del Comune di Parma; occupato dagli Sforza agli inizi del XIV secolo, fu riconquistato e quasi interamente distrutto dai parmigiani nel 1316; riedificato dai Rossi nei primissimi anni del XV secolo, cadde in rovina nei decenni seguenti; restituito al Comune di Parma nel 1482, fu completamente abbandonato, fino alla sua scomparsa nei secoli successivi.